# Brudnów (województwo łódzkie)
Brudnów – zniesiona nazwa wsi w Polsce położonej w województwie łódzkim, w powiecie poddębickim, w gminie Dalików.
Z dniem 1 stycznia 2008 z Brudnowa została wydzielona wieś Brudnów Stary. Rok później, z dniem 1 stycznia 2009 roku, nazwa Brudnów została zniesiona, a dotychczasowe części wsi uzyskały status miejscowości podstawowych: Brudnów Pierwszy, Brudnów Drugi, Brudnów Trzeci, Brudnów Piąty. Podobnie Brudnów Czwarty, który wcześniej był częścią Dąbrówki Woźnickiej.
Wszystkie sześć wymienionych wsi ma charakter rolniczy z walorami turystycznymi. Przebiega tędy Łódzki Szlak Konny im. mjr Henryka Dobrzańskiego „Hubala”, są tam gospodarstwa agroturystyczne, hotel dla psów.

## Historia
Początki Brudnowa sięgają XVII wieku. W 1631 roku znana była rodzina Brudnowskich z Brudnowa w p. łęczyckim, parafii domaniewskiej – „Regesty z wielkopolskich ksiąg grodzkich i ziemskich” w opracowaniu Włodzimierza Dworzaczka.
3 maja 1802 r. przebywał tu i zmarł Franciszek Jerzmanowski z Jerzmanowa herbu Dołęga – komisarz sejmowy, poseł, poseł na Sejm Wielki, pochowany w sąsiednim Domaniewie.
W 1827 r. było tu 21 domów, 208 mieszkańców. W 1880 r. Brudnów liczył 22 domy i 983 morgów powierzchni.
Słownik geograficzny Królestwa Polskiego określa miejscowość jako wieś Brudno w pow. łęczyckim, gm. Dalików, parafii Domaniew.
W 1933 r. część wsi nosiła nazwę „Osada Zakrzewka”, została wydzielona z majątku Brudnów, a w wyniku zadłużenia jej przez Antoniego Szczypińskiego zlicytowana przez Komornika sądu grodzkiego w Łodzi Ignacego Hermanowskiego.
W latach 1959–1968 miejscowość była siedzibą Gromady Brudnów. GRN w Brudnowie została utworzona na podstawie uchwały Nr 57/59 Wojewódzkiej Rady Narodowej w Łodzi z dnia 3 września 1959 r. w sprawie zniesienia i utworzenia niektórych gromad w województwie łódzkim. W myśl tej uchwały zniesiono gromadę Budzynek i Domaniew, a z ich obszarów utworzono nową gromadę Brudnów w powiecie poddębickim.
W latach 1975–1998 miejscowość administracyjnie należała do województwa sieradzkiego.

## Organizacje
Od 2019 roku działa organizacja pozarządowa „Koło Gospodyń Wiejskich Brudnowianki”.